# Te Deum
„Te Deum” sau „Te Deum laudamus”, tradus din limba latină „Te lăudăm, Doamne”, este un imn creștin scris in secolul IV-lea de Sfântul Niceta. În Biserica Catolică este folosit în sărbătorile de mulțumire; se cântă în mod tradițional în timpul unor solemnități, cum ar fi seara de 31 decembrie pentru a mulțumi Domnului pentru anul care tocmai s-a încheiat, când cardinalii l-au ales pe noul pontif înainte de închiderea conclavului sau când un Conciliu se încheie.

## Text

### Limbă latină
Te Deum laudamus: te Dominum confitemur.
Te aeternum patrem, omnis terra veneratur.
Tibi omnes angeli,
tibi caeli et universae potestates:
tibi cherubim et seraphim,
incessabili voce proclamant:
"Sanctus, Sanctus, Sanctus
Dominus Deus Sabaoth.
Pleni sunt caeli et terra
maiestatis gloriae tuae."
Te gloriosus Apostolorum chorus,
te prophetarum laudabilis numerus,
te martyrum candidatus laudat exercitus.
Te per orbem terrarum
sancta confitetur Ecclesia,
Patrem immensae maiestatis;
venerandum tuum verum et unicum Filium;
Sanctum quoque Paraclitum Spiritum.
Tu rex gloriae, Christe. Tu Patris sempiternus es Filius. Tu, ad liberandum suscepturus hominem, non horruisti Virginis uterum. Tu, devicto mortis aculeo, aperuisti credentibus regna caelorum.
Tu ad dexteram Dei sedes, in gloria Patris.
Iudex crederis esse venturus. Te ergo quaesumus, tuis famulis subveni, quos pretioso sanguine redemisti. Aeterna fac cum sanctis tuis in gloria numerari.
Salvum fac populum tuum, Domine,
et benedic hereditati tuae.
Et rege eos, et extolle illos usque in aeternum.
Per singulos dies benedicimus te;
et laudamus nomen tuum in saeculum,
et in saeculum saeculi.
Dignare, Domine, die isto
sine peccato nos custodire.
Miserere nostri, Domine, miserere nostri.
Fiat misericordia tua, Domine, super nos,
quemadmodum speravimus in te.
In te, Domine, speravi:
non confundar in aeternum

### Limbă română
Pe tine, Dumnezeule, te lăudăm;
pe tine, Doamne, te mărturisim.
Pe tine, veșnice Părinte,
tot pământul te cinstește.
Toți îngerii, cerurile și toate puterile.
Heruvimii și serafimii îți cântă fără încetare.
Sfânt, sfânt, sfânt,
e Domnul Dumnezeul Oștirilor.
Plin e cerul și pământul de mărirea slavei tale.
Pe tine te mărește
corul preaslăvit al apostolilor.
Pe tine te slăvește
numărul vrednic de laudă al prorocilor.
Pe tine te laudă
ceata strălucită a martirilor.
Pe tine te mărturisește Sfânta Biserică
pe toată suprafața pământului.
Pe tine, Tatăl
a cărui slavă este fără de sfârșit.
Și pe Fiul tău unic,
adevărat și vrednic de încredere.
Și pe Duhul Sfânt, Mângâietorul.
Tu ești regele măririi, Cristoase
Tu ești Fiul veșnic al Tatălui.
Pentru mântuirea noastră,
tu nu te-ai sfiit să te cobori
în sânul Fecioarei.
Tu ai biruit ghimpele morții
și ai deschis, celor ce cred, împărăția cerurilor.
Tu șezi de-a dreapta lui Dumnezeu,
întru mărirea Tatălui.
Noi credem
că vei veni ca judecător.
Deci pe tine te rugăm să vii într-ajutorul slugilor tale,
pe care le-ai răscumpărat cu sângele tău scump.
Învrednicește-ne să fim numărați
printre sfinții tăi în slava ta cerească.
Mântuiește Doamne, poporul tău și
binecuvântează moștenirea ta.
Călăuzește-i și înalță-i pe ei în veac.
În toate zilele te binecuvântăm
și lăudăm numele tău în veci și în vecii vecilor.
Învrednicește-ne, Doamne,
în ziua aceasta să ne păzim fără de păcat.
Miluiește-ne, Doamne, miluiește-ne.
Fie, Doamne, mila ta asupra noastră,
precum am nădăjduit și noi în tine.
În tine, Doamne, am nădăjduit,
și nu voi regreta în veci.